# Ligne de Sopron à Szombathely
La ligne de Sopron à Szombathely ou ligne 15 est une ligne de chemin de fer de Hongrie. Elle relie Sopron à Szombathely. Elle dessert la Transdanubie occidentale à l'Ouest du pays.
Depuis 2001, elle est exploitée par le Győr-Sopron-Ebenfurti Vasút (GySEV).